# باتری آلومینیومی-یونی

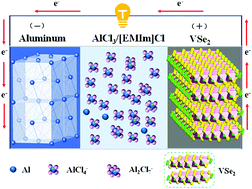
Aluminium-ion battery3

باتری‌های آلومینیوم یونی (به انگلیسی: Aluminium-ion batteries) دسته‌ای از باتری‌های قابل شارژ هستند که در آن یونهای آلومینیوم با جریان یافتن از سمت الکترود منفی باتری یعنی آند، به الکترود مثبت یعنی کاتد، انرژی الکتریکی را تولید می‌کنند. در هنگام شارژ مجدد، یون‌های آلومینیوم به الکترود منفی برمی گردند که یون می‌تواند سه الکترون را مبادله کنند.
این بدان معنی است که یک یون Al+3 معادل سه یون Li+1 در کاتدهای معمولی است.
همچنین با توجه به آن که از آنجا که شعاع یونی Al+3 و Li+1 نزدیک هستند، تعداد الکترون‌ها ی بیشتری بوسیله Al+3 می‌تواند جذب کاتدها شود بدون آن که پودر شوند. در واقع وجود ۳ الکترون در یون Al+3 هم مزیت و هم نقطه ضعف این نوع باتری است. در واقع انتقال ۳ واحد بار توسط یک یون به‌طور قابل توجهی ظرفیت ذخیره انرژی را افزایش می‌دهد که نکته مثبتی است اما از طرفی دیگر نیز درهم آمیختگی الکترواستاتیکی ماده میزبان با یک کاتیون سه ظرفیتی، یک واکنش الکتروشیمیایی بسیار قوی است.
باتری‌های مبتنی بر آلومینیوم قابل شارژ، علاوه بر قابلیت‌هایی همچون کم هزینه بودن و قابلیت اشتعال پایین، به علت وجود یون‌های دارای سه الکترون، ظرفیت بالایی نیز دارند.
انتظار می‌رود بی اثر بودن آلومینیوم و سهولت کار با آن در یک محیط عادی، بهبود قابل توجهی در ایمنی برای این نوع باتری‌ها ایجاد کند.
بعلاوه، آلومینیوم به دلیل چگالی بالای خود در مقایسه با لیتیم، پتاسیم، منیزیم، سدیم، کلسیم و روی از ظرفیت حجمی به نسبت بالاتری نیز برخوردار است.
این به این معنی است که انرژی ذخیره شده در باتری‌های آلومینیوم به ازای واحد حجم، بیشتر از انرژی باتری‌های فلزی دیگر است بنابراین انتظار می‌رود که اندازه باتری‌های آلومینیوم کوچکتر باشد.
همچنین باتری‌های آلومینیوم یونی تعداد سیکل‌های شارژ بیشتری دارند؛ بنابراین، باتری‌های آلومینیوم یونی توانایی جایگزینی باتری‌های لیتیوم یون را دارند.

## طراحی
همانند سایر باتری‌ها، ساختار اصلی باتری‌های آلومینیوم یونی نیز تشکیل شده از دو الکترود است که بوسیله یک الکترولیت بهم دیگر متصل می شون.
در واقع الکترولیت یک ماده رسانایی یونی (و نه الکتریکی) است که واسطه ای برای جریان یافتن حامل‌های بار است.
بر خلاف باتری‌های یون لیتیوم، جایی که یون متحرک Li+1 است، آلومینیوم در اکثر الکترولیت‌ها با کلرید واکنش می‌دهد و یک حامل بار متحرک آنیونی، معمولاً AlCl۴–1 یا Al2Cl7-1 تولید می‌کند.
میزان انرژی یا توانی که باتری می‌تواند آزاد کند به عواملی از جمله ولتاژ، ظرفیت سلول و ترکیب شیمیایی سلول باتری بستگی دارد. یک باتری می‌تواند میزان انرژی خروجی را بوسیله موارد زیر به حداکثر برساند:
1. افزایش اختلاف پتانسیل شیمیایی بین دو الکترود
2. کاهش جرم واکنش دهنده‌ها
3. جلوگیری از تغییر ماهیت الکترولیت توسط واکنش‌های شیمیایی

## مقایسه با باتری لیتیم یونی
باتری‌های آلومینیوم یونی از نظر مفهومی مشابه باتری‌های لیتیوم یونی هستند، اما به جای آند لیتیوم، دارای آند آلومینیوم هستند.
در حالی که ولتاژ تئوری باتری‌های آلومینیوم یونی (۲٫۶۵ ولت) کمتر از باتری‌های لیتیوم یونی (۴ ولت) است اما ظرفیت انرژی نظری برای باتری‌های یون آلومینیوم 1060Wh / kg در مقایسه با ظرفیت 406Wh / kg لیتیوم یونی است.
امروزه باتری‌های لیتیوم یونی دارای چگالی توان بالا (تخلیه سریع) و چگالی انرژی بالا هستند (شارژ زیادی را در خود نگه می‌دارند). آن‌ها هم‌چنین می‌توانند ساختار دندریتی ایجاد کنند که می‌تواند اتصال کوتاه در باتری ایجاد کند و منجر به آتش‌سوزی شود.
هم‌چنین آلومینیوم انرژی را با کارایی بیشتری منتقل می‌کند.
در داخل یک باتری، اتم‌های عنصر (لیتیوم یا آلومینیوم) مقداری از الکترون‌های خود را از دست می‌دهند بوسیله یک سیم خارجی جریان خود را به یک دستگاه منتقل می‌کنند.
یون‌های لیتیوم به دلیل ساختار اتمی خود هر بار می‌توانند فقط یک الکترون تهیه کنند در حالی که آلومینیوم می‌تواند سه بار درهمین مدت زمان بدهد.
آلومینیوم هم‌چنین نسبت به لیتیوم فراوان است که باعث کاهش هزینه‌های مواد می‌شود.

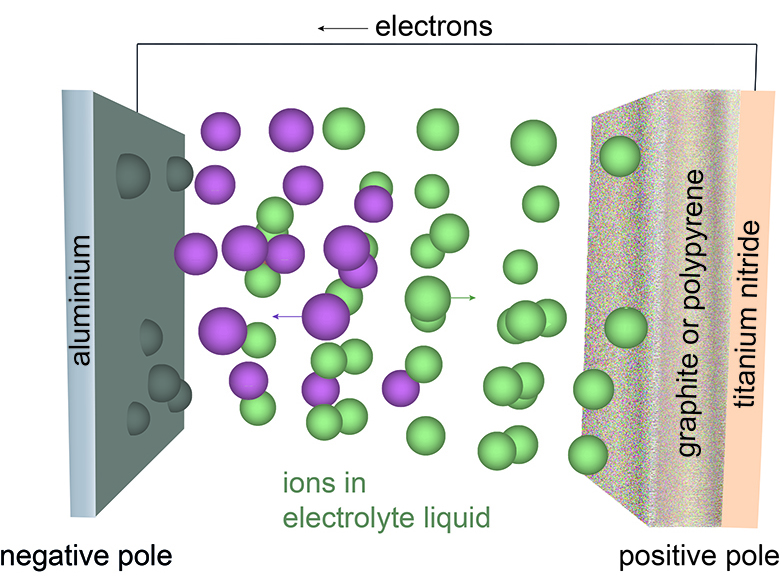
باتری آلومینوم یونی (کاتد گرافیت)

## چالش‌ها
باتری‌های آلومینیوم یونی عمر نسبتاً کوتاهی دارند زیرا با ترکیب گرما، سرعت شارژ و سیکل‌های شارژ-تخلیه می‌تواند به‌طور چشمگیری ظرفیت انرژی را کاهش دهد.
نکته دیگر این است که وقتی باتری‌های فلزی یونی کاملاً تخلیه می‌شوند، دیگر نمی‌توان دوباره آنها را شارژ کرد.
الکترولیت‌های یونی اگرچه ایمنی و پایداری بلند مدت دستگاه‌ها را با به حداقل رساندن خوردگی بهبود می‌بخشد، اما تولید و خرید آنها گران‌قیمت است و بنابراین ممکن است برای تولید انبوه باتری‌های آلومینیوم یونی مناسب نباشد.
نکته دیگر نیز آن است که پیشرفت‌های فعلی فقط به مقیاس آزمایشگاهی محدود است، یعنی باید کارها و تحقیقات بیشتری برای تولید در مقیاس انبوه انجام شود.

## تحقیقات
تیم‌های مختلف تحقیقاتی در حال آزمایش آلومینیوم و سایر ترکیبات شیمیایی برای تولید باتری کارآمد، با دوام و ایمن هستند که برخی از آن‌ها می‌پردازیم.

### آزمایشگاه ملی اوک ریج
در سال ۲۰۱۰، آزمایشگاه ملی اوک ریج (ORNL) دستگاهی با ظرفیت ذخیره انرژی بالا را تولید و به ثبت رساند که ظرفیت انرژی باتری‌های یون آلومینیوم 1060Wh / kg در مقایسه با ظرفیت 406Wh / kg لیتیوم یونی بود.
ORNL به جای الکترولیت آبی معمولی که گاز هیدروژن تولید کرده و باعث خوردگی آند آلومینیومی می‌شود، از یک الکترولیت یونی استفاده کرد.
با این حال، الکترولیت‌های یونی رسانایی کمتری دارند و ظرفیت انرژی را کاهش می‌دهند.
با کاهش فاصله بین آند و کاتد می‌تواند هدایت الکتریکی کاهش یافته را جبران کرد، اما باعث گرم شدن می‌شود.
ORNL کاتدی را ساخته‌است که از اکسید منگنز تشکیل شده و باعث کاهش بیشتر خوردگی می‌شود.

### دانشگاه استنفورد
در آوریل ۲۰۱۵ محققان دانشگاه استنفورد ادعا کردند که یک باتری آلومینیوم یونی با زمان شارژ حدود یک دقیقه (برای ظرفیت باتری نامشخص) تولید کرده‌اند. آنها ادعا کردند که باتری آنها امکان آتش‌سوزی ندارد، ویدئویی از حفر سوراخ در باتری هنگام تولید برق ارائه می‌دهند. سلول آنها در صورت اتصال در یک سری دو سلوله، ۴ ولت را فراهم می‌کند. نمونه اولیه بیش از ۷۵۰۰ چرخه تخلیه شارژ بدون از دست دادن ظرفیت به طول انجامید.
باتری آلومینیوم یونی قابل شارژ سریع از آند آلومینیوم، الکترولیت مایع، فوم ایزوله و کاتد گرافیت ساخته شده‌است.
در طی فرایند شارژ، یون‌های AlCl۴–1 بین لایه‌های انباشته گرافن بین همدیگر می‌شوند و در زمان تخلیه، یون‌های AlCl۴–1 به سرعت از طریق لایه‌های انباشته گرافن، مقابله می‌شوند. از ویژگی‌های باتری‌های آلومینیوم یون می‌توان به این موارد زیر اشاره کرد:
۱-یک چرخه تخلیه شارژ سریع که می‌تواند در یک دقیقه تکمیل شود
۲-دوام بالا که به باتری اجازه می‌دهد تا بیش از ۱۰٬۰۰۰ چرخه بدون خرابی ظرفیت مقاومت کند
1. ایمنی بهتر، زیرا سلول نازک باتری پایدار، غیر سمی و قابل خم شدن است (به عنوان مثال، حتی اگر در اثر حفاری آسیب ببیند، آتش نمی‌گیرد)
2. کم هزینه، زیرا هزینه خرید مواد اولیه نسبتاً ارزان است. این می‌تواند باعث شود که باتری‌های آلومینیوم یون نه تنها در دستگاه‌های الکترونیکی، بلکه در دوچرخه‌های الکتریکی و موتور سیکلت، چرخ دستی‌های گلف، بالابرها، توربین‌های بادی، سلول‌های خورشیدی و غیره استفاده شوند.

در سال ۲۰۱۶، آزمایشگاه این سلول‌ها را از طریق همکاری با مؤسسه تحقیقات فناوری صنعتی تایوان (ITRI) برای تأمین انرژی موتور آزمایش کرد. با این حال، آن نسخه از باتری یک اشکال عمده در نیاز آن به یک الکترولیت گران‌قیمت داشت.
در سال ۲۰۱۷، جدیدترین نسخه شامل یک الکترولیت مبتنی بر اوره است و حدود ۱۰۰ برابر ارزان‌تر از مدل ۲۰۱۵ است، با بازده بالاتر و زمان شارژ ۴۵ دقیقه ای.

### دانشگاه مریلند
در سال ۲۰۱۶، یک تیم از دانشگاه مریلند یک باتری آلومینیوم / گوگرد قابل شارژ را گزارش داد که از کامپوزیت گوگرد / کربن به عنوان ماده کاتد استفاده می‌کند. شیمی قادر است چگالی انرژی نظری 1340 Wh / kg را فراهم کند. این تیم یک سلول نمونه اولیه ساخت که چگالی انرژی ۸۰۰ وات بر کیلوگرم را برای بیش از ۲۰ دوره نشان می‌دهد